# Friedrich Arends
Friedrich Arends, auch Fridrich Arends, mit vollem Namen Johann Friedrich Heinrich Arends, (* 12. November 1782 in Emden, Ostfriesland; † 14. Februar 1861 in Polk County, Missouri) war ein deutscher Geograph, Wirtschaftswissenschaftler, Landwirt und Kulturhistoriker.

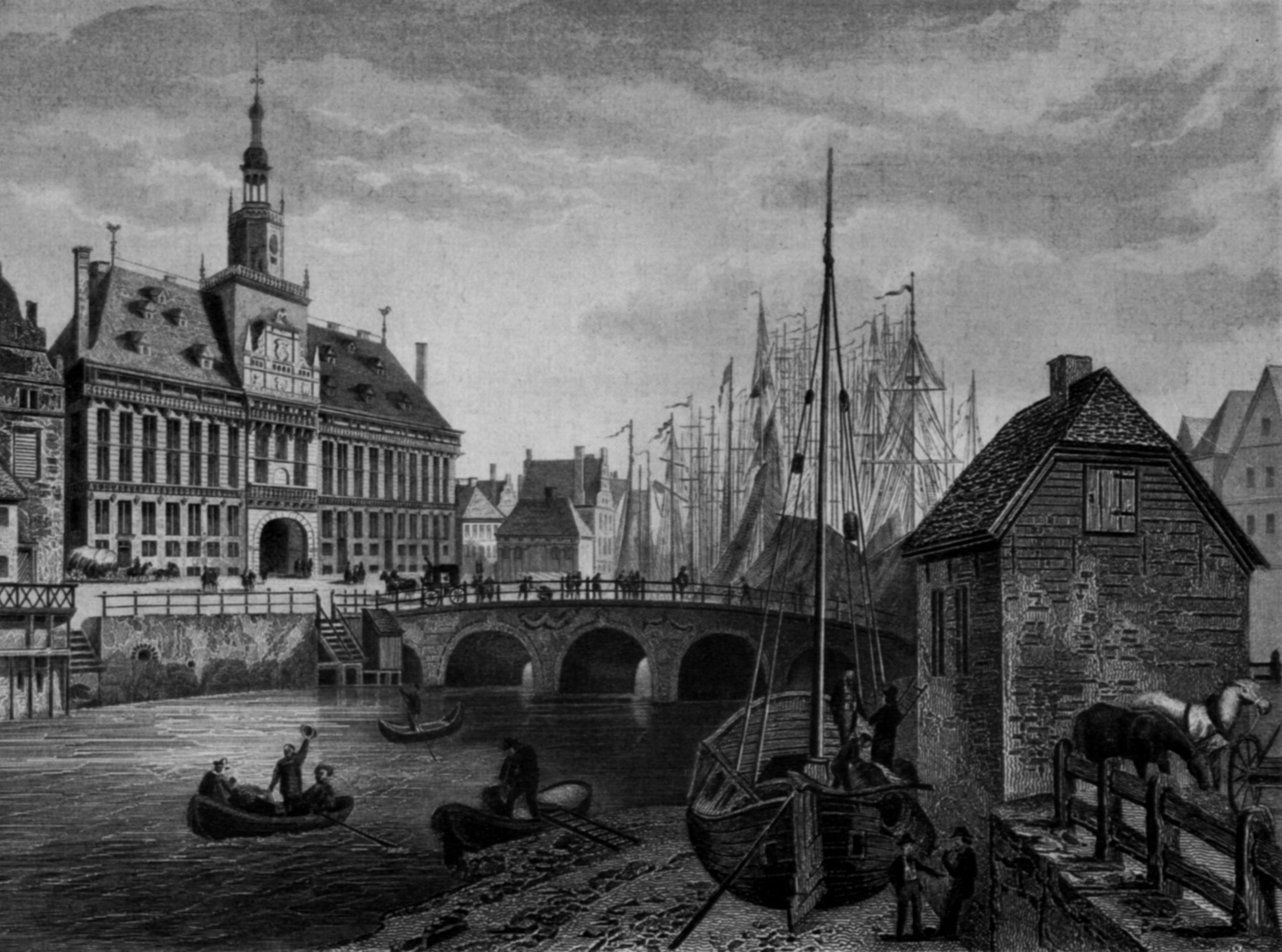
Emder Rathaus 1845

## Leben und Wirken

### Kindheit und Jugend
Friedrich Arends entstammte einer wohlhabenden Emder Familie. Er war ein vielseitig begabter Junge, der gute schulische Leistungen aufzuweisen hatte und schon früh eine ausgesprochene Neigung zu sorgfältigem Beobachten und planmäßigem Erkunden entwickelte. Bei seinen Erkundungszügen durch seine Vaterstadt mit dem großen Hafengelände beobachtete er wissbegierig alles genau an Ort und Stelle und fertigte sich sogar einen eigenen Stadtplan. Im Alter von elf Jahren musste er den Schulbesuch aufgeben, weil durch eine Masernerkrankung sein Gehör und seine Sprachorgane schweren Schaden genommen hatten. Trotz ärztlicher Bemühungen verlor er schließlich sein Gehör ganz und benutzte wegen seiner undeutlichen Aussprache zur Verständigung meist ein Schreibtäfelchen. Autodidaktisch erweiterte er seine Kenntnisse in den Naturwissenschaften, in Deutsch, Latein und der niederländischen Sprache durch Bücherstudium und dehnte sie auf Englisch und Französisch aus. Handwerklich versuchte er sich im Drechseln und erlernte das Buchbinden.

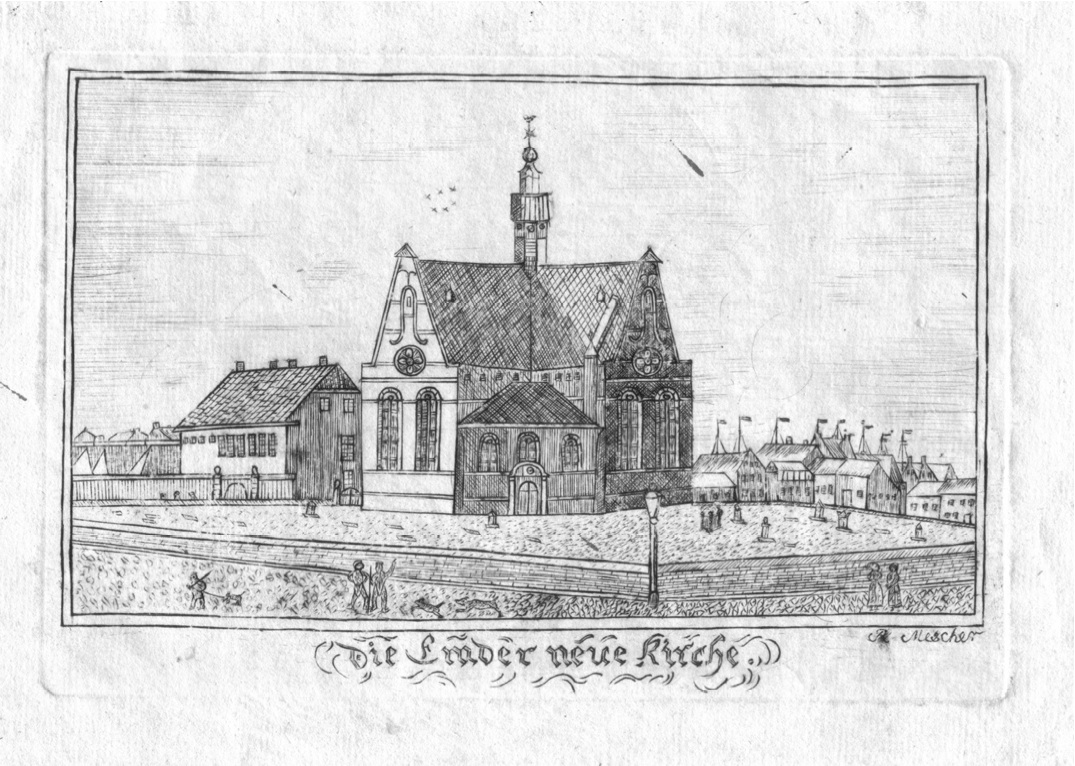
Emder Neue Kirche 1826

### Berufsleben und Publikationen
Mit 19 Jahren trat Arends auf Wunsch seines Vaters in das Berufsleben ein und war von 1801 bis 1808 in zwei Emder Handelshäusern als Büroangestellter beschäftigt. Dann wandte er sich der Landwirtschaft zu, denn sein Vater hatte ihm 1808 das Landgut Tütelburg bei Marienwehr gekauft, womit sein Kindheitswunsch nach einem Leben auf dem Lande in Erfüllung ging. Der wenig praxiserfahrene Arends, der inzwischen geheiratet hatte, ließ auf dem Gut eine Fabrik errichten, um Zucker aus Runkelrüben zu produzieren, was aber misslang. Er geriet in Konkurs und musste das Gut 1814 aufgeben.
In der Zeit von 1815 bis 1820 arbeitete er wieder als Büroangestellter und verfasste in seiner Freizeit das dreibändige Werk: Ostfriesland und Jever. 1820 kaufte er den rund 40 ha großen Geest-Moorhof Marienfeld am Treckfahrtstief (heute teilweise Ems-Jade-Kanal) in Rahe (Aurich) und versuchte sich erneut als Landwirt. Wieder musste er wegen wirtschaftlicher Schwierigkeiten dieses Besitztum mit Verlust veräußern, hatte sich aber bereits 1823 an der Oldersumer Straße in Haxtum bei Aurich niedergelassen, wo er 1824 die Schrift Erdbeschreibung des Fürstenthums Ostfriesland und des Harlingerlandes fertigstellte. 1825 fand er im nahegelegenen Aurich eine Anstellung als Bürogehilfe in der königlichen Landdrostei und brachte trotz der langen Arbeitstage schon im folgenden Jahr die beiden größeren Werke Gemählde der Sturmfluthen vom 3. bis 5. Februar 1825 und Abhandlung vom Rasenbrennen und dem Moorbrennen heraus. Dann stellte er in Haxtum nach umfangreichem Quellen- und Literaturstudium 1833 die zweibändige Physische Geschichte der Nordseeküste fertig, ein bis heute in wissenschaftlichen Fachkreisen anerkanntes und vielzitiertes Werk, welches auch in einer dreibändigen niederländischen Übersetzung erschien.
Die starke Beanspruchung seiner Augen, vor allem wegen ungenügender Beleuchtung, verursachte bei Arends ein Augenleiden, das sich mit der Zeit verschlimmerte. Aus Sorge, er könne als fast taubstummer Mann nun auch noch erblinden, gab er nach langem Zögern 1833 seine Anstellung in der Landdrostei auf und beschloss schweren Herzens, wie viele seiner Landsleute in damaliger Zeit, nach Nordamerika auszuwandern.

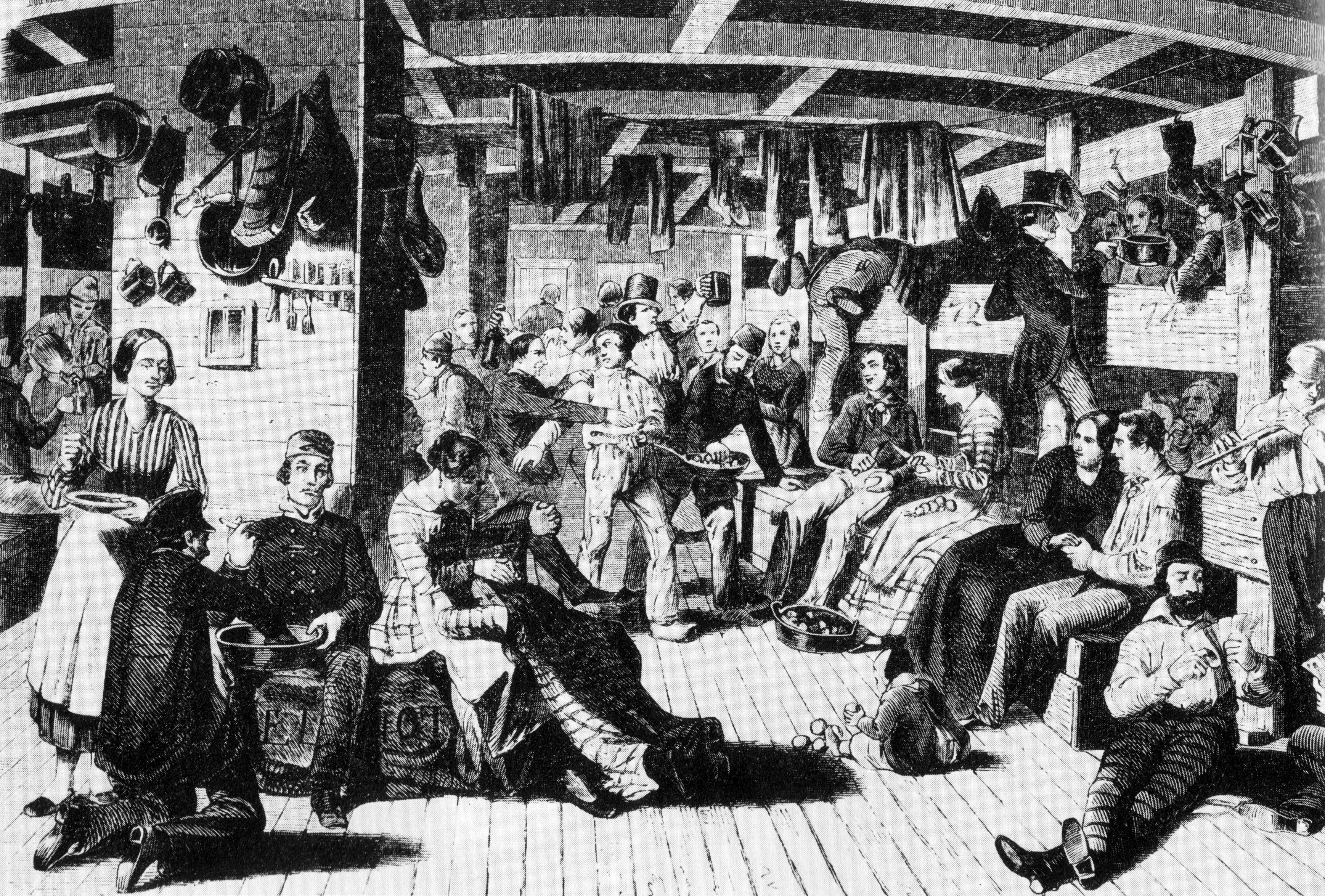
Auswandererschiff 1850

Allein – seine Frau war schon 1829 gestorben – nahm er im Alter von 50 Jahren mit seinen drei noch jungen Kindern Abschied von dem, wie er selbst schilderte, inzwischen liebgewonnenen „freundlichen Aurich“ und seiner ostfriesischen Heimat. Er schrieb ausführlich Tagebuch und erzählte, dass die Reise von Emden über Oldenburg nach Bremen führen, was schon mehrere Tage dauern würde, da es keine Schiffverbindung gab, und die Strecke mit Kutsche, zu Pferd oder Einspänner zurückgelegt werden musste. Als sie kurz vor Bremen waren, wurden sie vor Dieben und anderen Gefahren in und um den Bremer Hafen gewarnt, weshalb sie vorsichtshalber ab Brake per Schiff reisten, aber auf Grund fehlenden Windes eine Woche auf die Abfahrt nach New Orleans warten mussten. Auf der siebenwöchigen Segelschiffsreise verstarb nach kurzem, heftigen Fieber seine älteste Tochter, auf deren Mithilfe er beim Neuanfang besonders gerechnet hatte. Seine jüngste Tochter war erst 12 Jahre, sein Sohn gerade 15 Jahre alt.

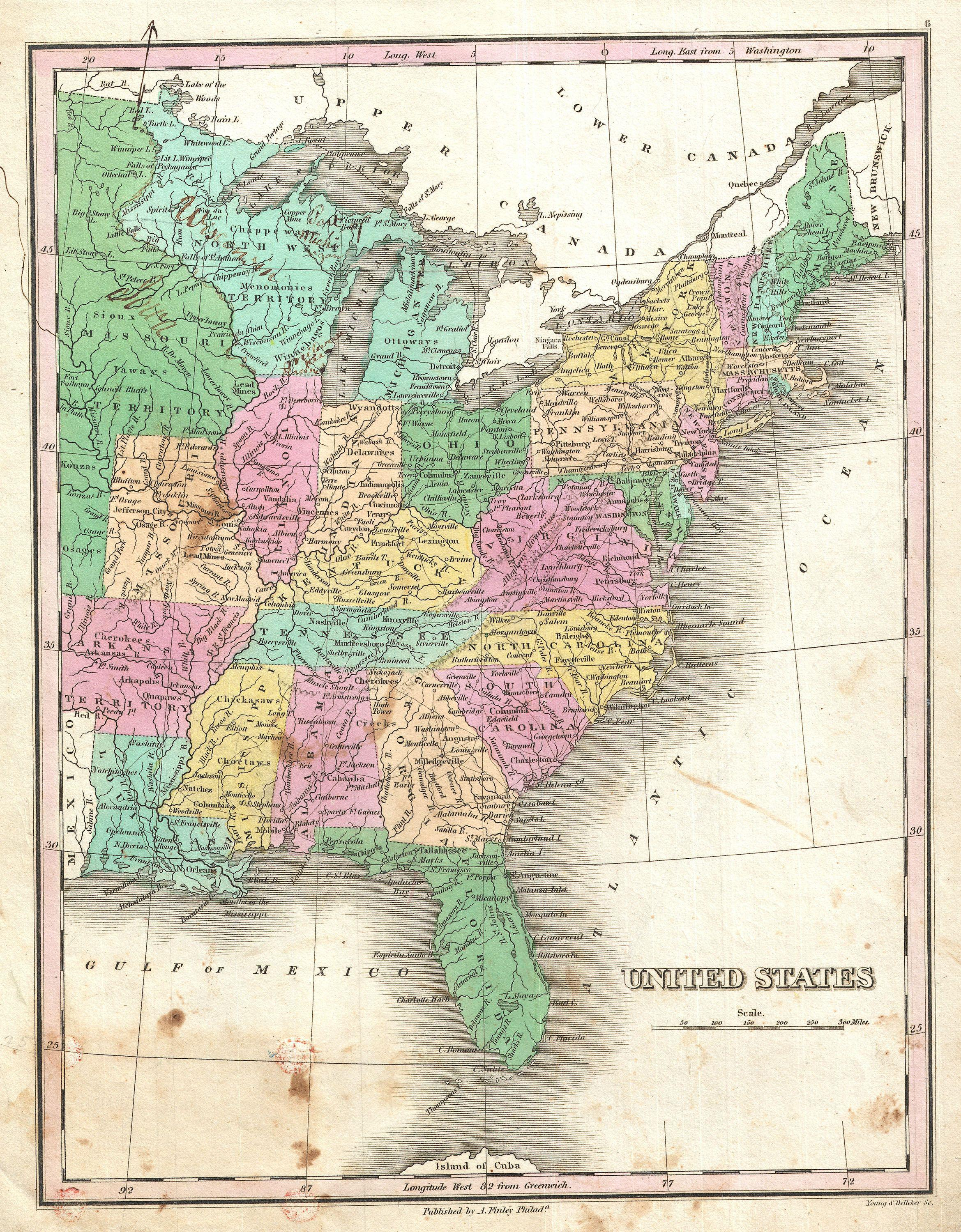
Finley Karte von 1827

Im heutigen Mittleren Westen der damals jungen USA, im wenige Jahre zuvor noch zu Frankreich gehörenden, nun neu gegründeten 24. Bundesstaat Missouri, der in Europa eine gute Reputation genoss, kaufte Arends eine etwa 32 ha große Farm mit einer wassergetriebenen Sägemühle im Flussgebiet des Charaton (Chariton), eines Nebenflusses des Missouri. Schon nach kurzer Zeit musste er die Sägemühle veräußern, denn seine Kräfte reichten für die Verarbeitung größerer Holzblöcke nicht mehr aus, da er zeitweilig unter Schwächezuständen litt, weil auch die Urbarmachung der teilweise noch bewaldeten Farmländereien mit sehr schwerer Arbeit verbunden war. Enttäuscht verkaufte er nach vier harten, entbehrungsreichen Jahren die Farm und kehrte 1837 ohne seine Kinder nach Ostfriesland zurück, wo er bereits 1838 die Schilderung des Mississippithales herausgab, in dem er die Bundesstaaten Missouri, Illinois, Indiana, Ohio, Michigan, Wisconsin und Arkansas beschrieb und konkrete Ratschläge für Auswanderungswillige gab und mit manch falscher Vorstellung aufräumte.
Arends hatte gehofft, in Pommern preiswerten Grundbesitz erwerben zu können. Als dies nicht gelang, zog er zum zweiten Mal nach Missouri, wo er über 20 Jahre in ärmlichen Verhältnissen auf einer kleinen Farm lebte. Die Bewirtschaftung seiner Farm litt darunter, dass er, wie gewohnt, oft seinen intellektuellen Interessen nachging. Die Vorschläge seiner inzwischen verheirateten Kinder, die Farmwirtschaft aufzugeben und zu ihnen zu ziehen, lehnte er beharrlich ab. Erst in seinem letzten Lebensjahr verkaufte er das Anwesen und bezog ein kleines Haus neben der Farm seiner Tochter in Polk County, Missouri. Am 14. Februar 1861 starb er dort nach einem achttägigen Krankenlager im Alter von 78 Jahren.

## Wertschätzung
Arends Werk ist bis heute bedeutsam geblieben, wobei sein besonderes Verdienst darin besteht, dass er der bis in die Anfänge des 19. Jahrhunderts überwiegend historisch ausgerichteten landeskundlichen Forschung in Ostfriesland neue Impulse durch eine stärkere Betonung der naturwissenschaftlichen und wirtschaftswissenschaftlichen Disziplinen verlieh. Legte er anfangs ein stärkeres Gewicht auf eine wirtschaftswissenschaftliche Betrachtung geographischer Raumeinheiten, war er später bestrebt, räumliche Wirkungszusammenhänge interdisziplinär in einer mehr ganzheitlichen Konzeption zu erfassen und darzustellen. In Ermangelung schriftlicher und gedruckter Quellen, mussten, wie er schrieb, „fast alle geographischen und topographischen Nachrichten … durch Privatmitteilungen und vielfältige Reisen erlangt werden.“ Bis ins hohe Alter ging er auf Erkundungsreisen. War es in jüngeren Jahren die engere und weitere Heimat, war es später Nordamerika.
Für die ostfriesische Landeskunde beruht der hohe Wert seiner Forschung vor allem auf der eigenen, unmittelbaren Anschauung vor Ort oder den Informationen vertrauenswürdiger Personen. Den eingehenden Darstellungen ehemaliger Landschaftszustände und Wirtschaftsweisen, die in den ostfriesischen Geestgebieten großenteils noch dem im Mittelalter entstandenen bäuerlichen Siedlungs- und Wirtschaftssystem zuzurechnen waren, ist die Kenntnis von zahlreichen inzwischen verschwundenen Landschaftselementen zu verdanken.
Dass angesichts der Komplexität der Forschungsgebiete und der Breite des Wirkens Fehler unterliefen und die Angaben seiner Gewährsleute sicherlich nicht immer zuverlässig waren, und manche seiner Erklärungen heute überholt sind, mindert nicht wesentlich den Wert der enormen Lebensleistung, die der schier rastlos tätige Mann trotz starker körperlicher Behinderung und tragischer Schicksalsschläge erbracht hat.

## Werke
- Flüchtige Bemerkungen auf einer Reise von Emden nach Cassel im Nachsommer 1806. In: Gemeinnützige Nachrichten. Band 3, 1807, S. 164–168, 169–172, 177–182, 187–192, 198–200, 212–216, 236–240
- Nachricht über die Aufschliekung der Spitlande beim Larrelter Kolk. In: Gemeinnützige Nachrichten. Band 3, 1807, S. 81–84
- Die Polder und Groden. In: Historisch-geographisch-statistisch-literarisches Jahrbuch für Westfalen und den Niederrhein. Band 2, 1818, S. 119–140
- Die Weihnachtsfluth von 1717. Eine historische Skizze. Emden 1818
- Geographisch-statistische Übersicht von Ostfriesland. In: Historisch-geographisch-statistisch-literarisches Jahrbuch für Westfalen und den Niederrhein. Band 2, 1818, S. 1–48
- Ostfriesland und Jever in geographischer, statistischer und besonders in landwirtschaftlicher Hinsicht. Band 1–3, Hannover und Emden 1818–1820 (2. Auflage, Hannover 1822, Nachdruck: Leer 1974)
- Einiges über Sitten und Gebräuche der Geestbewohner. In: Der Upstalsboom. Band 1, 1819, S. 259–267
- Erdbeschreibung des Fürstenthums Ostfriesland und des Harlingerlandes. Hannover und Emden 1824 (Nachdruck: Leer 1972)
- Gemählde der Sturmfluthen vom 3. bis 5. Februar 1825. Bremen 1826 (Google eBook, vollständige Ansicht)
- Abhandlung vom Rasenbrennen und dem Moorbrennen. Hannover 1826
- Die alten Wege in Ostfriesland. In: Neues vaterländ. Archiv. Band 1, 1831, S. 36–95
- Jahresgeschichte von Ostfriesland 1830. In: Ostfriesisches Volksbuch. Band 2, 1832, S. 106–131
- Physische Geschichte der Nordsee-Küste und deren Veränderungen durch Sturmfluthen seit der Cymbrischen Fluth bis jetzt. Band 1 und 2, Emden 1833 (Nachdruck: Leer 1974, in niederländischer Übersetzung mit Anmerkungen von R. Westerhoff unter dem Titel:) Natuurkundige geschiedenis van de kusten der Noordzee, en van de veranderingen, welke zij, sedert den Cymbrischen Vloed tot op heden, door watervloeden ondergaan hebben. 3 Bände, W. Van Boekeren, Groningen 1835–1837 (Band 1, Band 2, Band 3)
- Schilderung des Mississippithales oder des Westens der Vereinigten Staaten von Nordamerika. Nebst Abriß meiner Reise dahin. Emden 1838 (Nachdruck: Leer 1974)
- Petrus G. Bartels: Einige Nachrichten über Friedrich Arends und seine Schriften. In: Jahrbuch der Gesellschaft für bildende Kunst und vaterländische Altertümer zu Emden. Band 4, Heft 2, 1881, S. 45–57